# The Fox (What Does the Fox Say?)
"The Fox (What Does the Fox Say?)" é uma canção dance eletrônica e um vídeo viral feito pela dupla de comediantes noruegueses chamados Ylvis . O vídeo foi postado no YouTube em 3 de setembro de 2013 e tem mais de 900 milhões de visualizações. A canção, até agora, teve seu auge no número #6 durante três semanas consecutivas no Billboard Hot 100, e é também a música mais alta do ranking por um artista norueguês no gráfico desde "Take On Me" do grupo A-ha em 1985.
A canção foi lançada como single no iTunes na Noruega em 02 de setembro de 2013 e foi planejada para ser lançado no iTunes nos Estados Unidos no dia 9 de setembro. No entanto, manteve-se indisponível por uma semana devido a alegações de violação de direitos autorais de terceiros. Tornou-se disponível no iTunes dos Estados Unidos em 16 de Setembro e atingiu um pico de número 5 no Top Songs Chart de 11 de outubro até 12 de outubro de 2013.

## Tracklist
- Download Digital

1. "The Fox (What Does the Fox Say?)" – 3:33
2. "The Fox (Extended Mix)" – 4:37
3. "The Fox (Instrumental)" – 3:33
4. "The Fox (Acapella)" – 3:33

## Performance nos Charts
| Chart (2013)                                 | Melhor Posição |
| -------------------------------------------- | -------------- |
| Alemanha (Media Control AG)                  | 38             |
| Austrália (ARIA)                             | 9              |
| Áustria (Ö3 Austria Top 75)                  | 1              |
| Bélgica (Ultratop 50 de Flandres)            | 1              |
| Bélgica (Ultratip Bubbling Under da Valônia) | 1              |
| Canadá (Hot 100)                             | 1              |
| Dinamarca (Hitlisten)                        | 1              |
| Escócia (The Official Charts Company)        | 10             |
| Estados Unidos (Billboard Hot 100)           | 6              |
| Finlândia (Suomen virallinen lista)          | 1              |
| França (SNEP)                                | 1              |
| Irlanda (IRMA)                               | 1              |
| Noruega (VG-lista)                           | 1              |
| Nova Zelândia (Recorded Music NZ)            | 4              |
| Países Baixos (Single Top 100)               | 64             |
| Reino Unido (UK Singles Chart)               | 17             |
| Suécia (Sverigetopplistan)                   | 3              |
| Suíça (Schweizer Hitparade)                  | 50             |